# 肯亞總統
肯亞共和國總統為肯尼亚的國家元首及政府首脑。總統為肯亞政府行政机构領導人及肯亞軍事統帥，官邸為奈洛比的總統府，其配偶為肯亞第一夫人。